# Millennium Hotel
Millennium Hotel, anteriormente conocido como Khalid Al Attar Tower 2, es un rascacielos de 66 plantas situado en la Sheik Zayed Road, Dubái, EAU. La torre tiene una altura arquitectónica total de 294 m. Su construcción fue completada en 2011. Actualmente ocupa el puesto 25º, como rascacielos más alto de Dubái.

## Galería

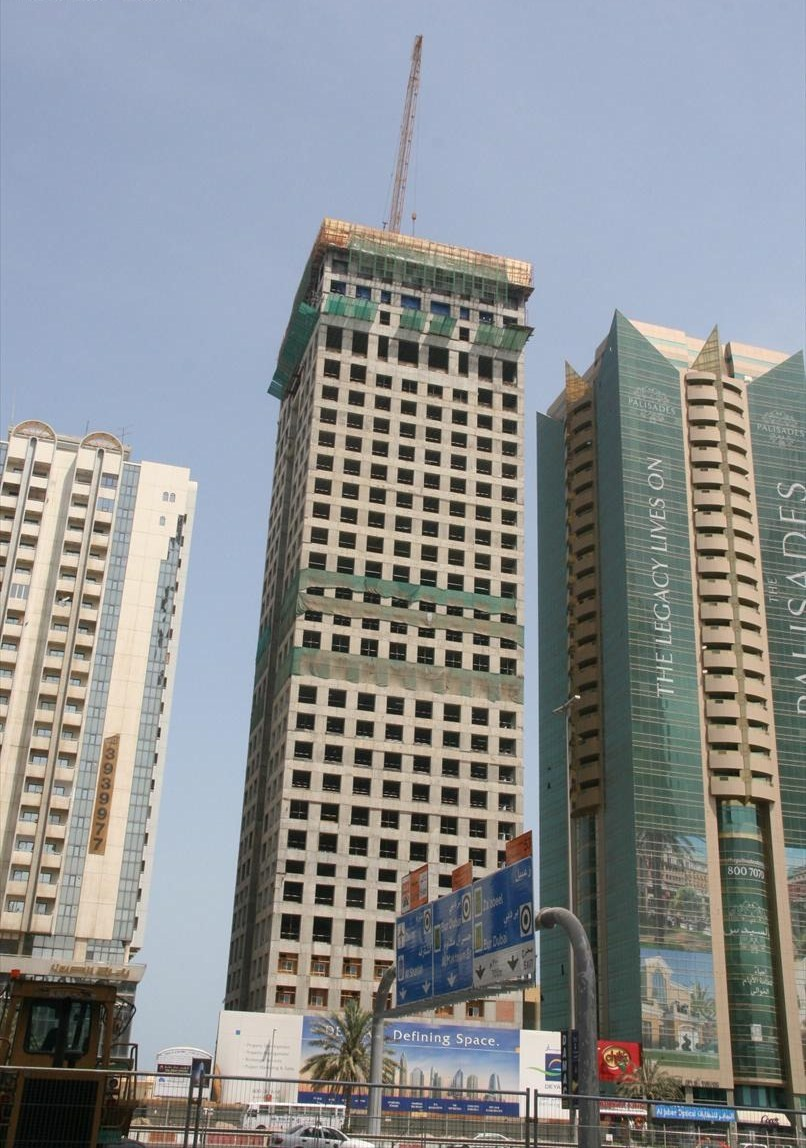
Junio de 2007
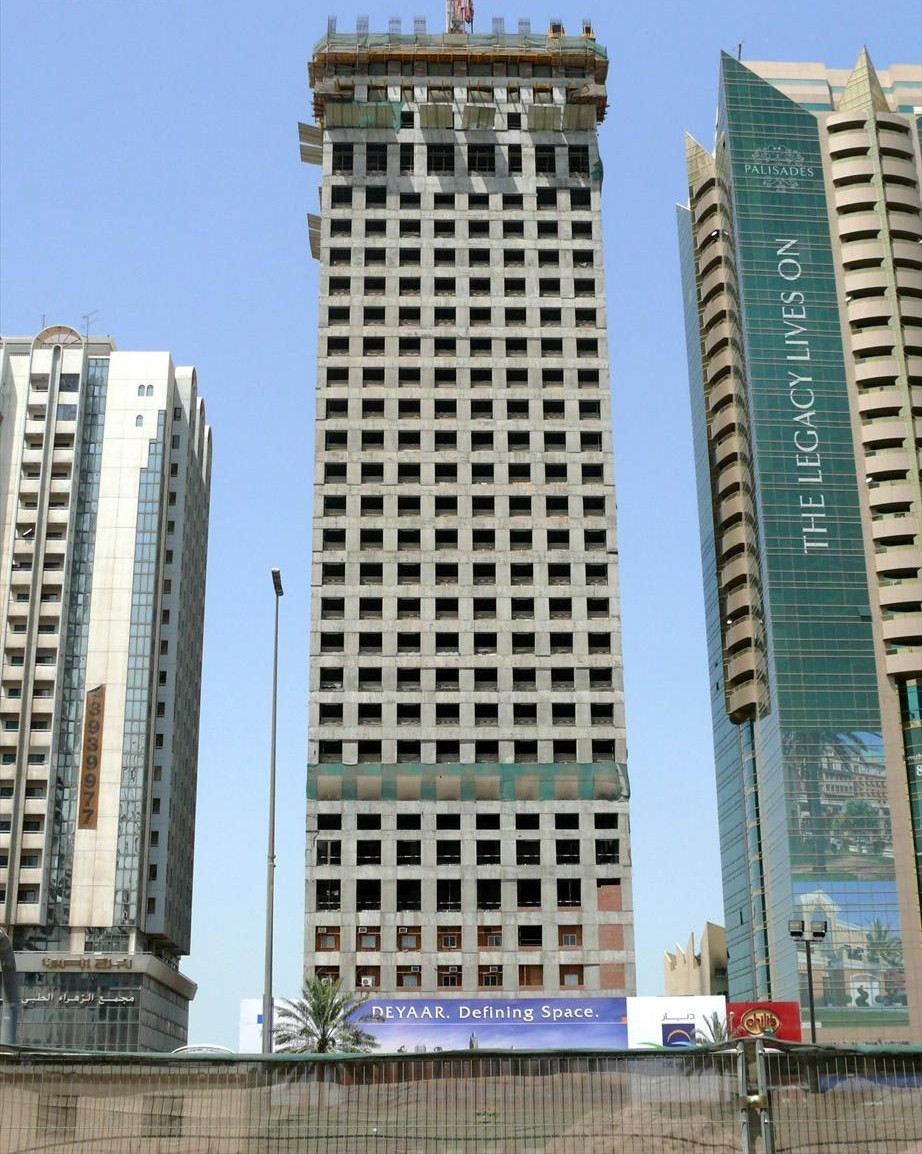
Septiembre de 2008
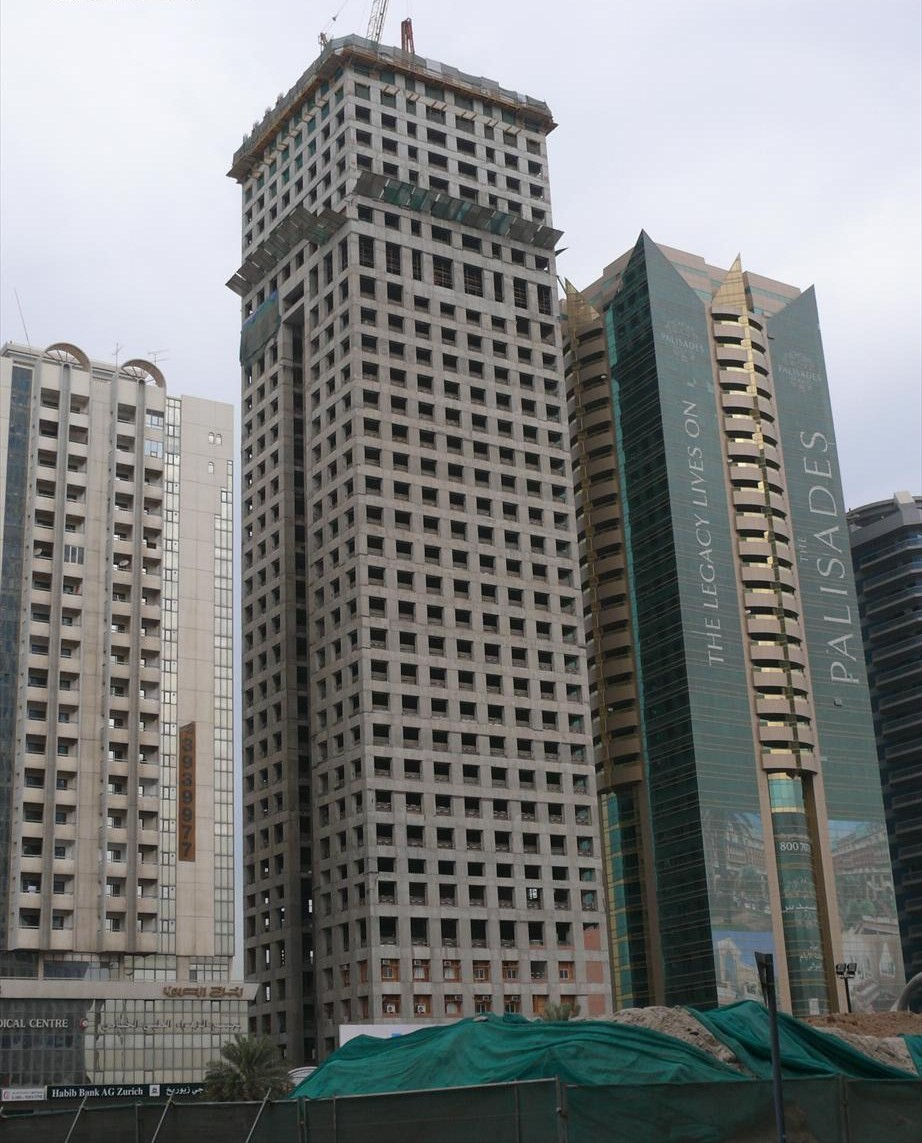
Noviembre de 2007
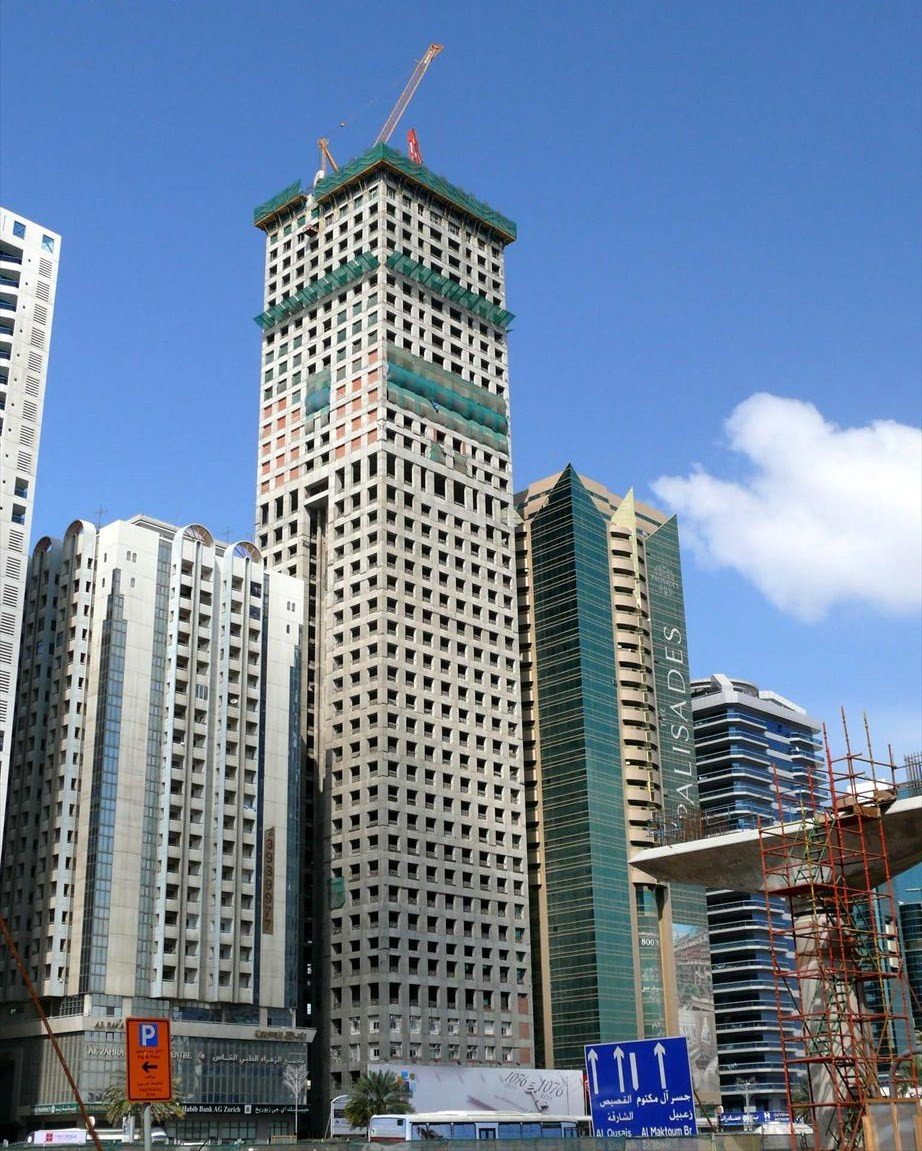
Enero de 2008